# Spirorbis serratus
Spirorbis serratus är en ringmaskart som beskrevs av Bush 1910. Spirorbis serratus ingår i släktet Spirorbis och familjen Serpulidae. Inga underarter finns listade i Catalogue of Life.